# شورای هماهنگی چندجانبه ایستگاه فضایی بین‌المللی
شورای هماهنگی چند جانبه ایستگاه فضایی بین‌المللی (MCB), (انگلیسی: International Space Station Multilateral Coordination Board)، یا کمیتهٔ هماهنگی چندجانبهٔ ایستگاه فضایی بین‌المللی (MCB)، بالاترین ارگان همکاری در برنامهٔ ایستگاه فضایی بین‌المللی (ISS) است. این تفاهم‌نامه در اصل بر پایهٔ مفاد یادداشت تفاهم چندجانبهٔ همکاری در مورد ایستگاه فضایی بین‌المللی است٬ که در سال ۱۹۹۸ امضا شده‌است.</ref>.
شورای MCB را اعضایی از هر یک از سازمان‌های همکار در پروژهٔ ISS تشکیل می‌دهند: ناسا، روسکاسموس، JAXA، آژانس فضایی اروپا و آژانس فضایی کانادا. MCB تعیین کنندهٔ سیاست‌های ISS است، مانند سیاست مصوبهٔ «قانون رفتار خدمه ایستگاه فضایی بین‌المللی»؛ که توافق‌نامهٔ بین دولتی پروژه ایستگاه فضایی بین‌المللی را، که همراه با تفاهم‌نامه‌ها مبنای قانونی اجرای برنامهٔ ISS است، فراهم می‌کند.